# Northrop Grumman MQ-4C Triton
Northrop Grumman MQ-4C Triton — разведывательный БПЛА большой дальности и высоты полета ВМФ США. Разработанный в рамках программы BAMS (англ. Broad Area Maritime Surveillance — Наблюдение за Широкой Морской Областью), этот аппарат должен предоставлять в реальном времени разведывательную информацию об обширных океанских и прибрежных областях, вести непрерывное наблюдение за поверхностью, выполнять задачи поиска и спасения, и дополнять возможности противолодочного самолёта Boeing P-8 Poseidon. MQ-4C разработан Northrop Grumman на основе другого БПЛА компании, RQ-4 Global Hawk, основные изменения включают усиленные конструкции планера, антиобледенительную систему и защиту от ударов молний; предполагается, что это позволит беспилотному разведчику при необходимости опускаться сквозь слои облачности для более близкого наблюдения за целями на поверхности воды. Системы сбора информации, установленные на БПЛА, позволяют получать сведения о типе, расположении, скорости и направлении движения кораблей.

## Разработка
В конкурсе по программе BAMS участвовали:
- Boeing, с опционально пилотируемой версией бизнес-джета Gulfstream G550, унифицированной с другими флотскими летательными аппаратами разработки компании[7][8];
- Northrop Grumman, с морской версией RQ-4 Global Hawk;
- Lockheed Martin, с морской версией General Atomics MQ-9 Reaper, получившей название MQ-9 Mariner.

22 апреля 2008 года с Northrop Grumman был подписан контракт на сумму в 1,16 мрлд. долларов США. Две недели спустя, Lockheed Martin подала формальную жалобу в Счётную палату США, но 11 августа того же года Счётная Палата отказала в её удовлетворении, таким образом утвердив выбор победителя конкурса военно-морским флотом. В сентябре 2010 года разработанный по программе BAMS беспилотник получил обозначение MQ-4C.

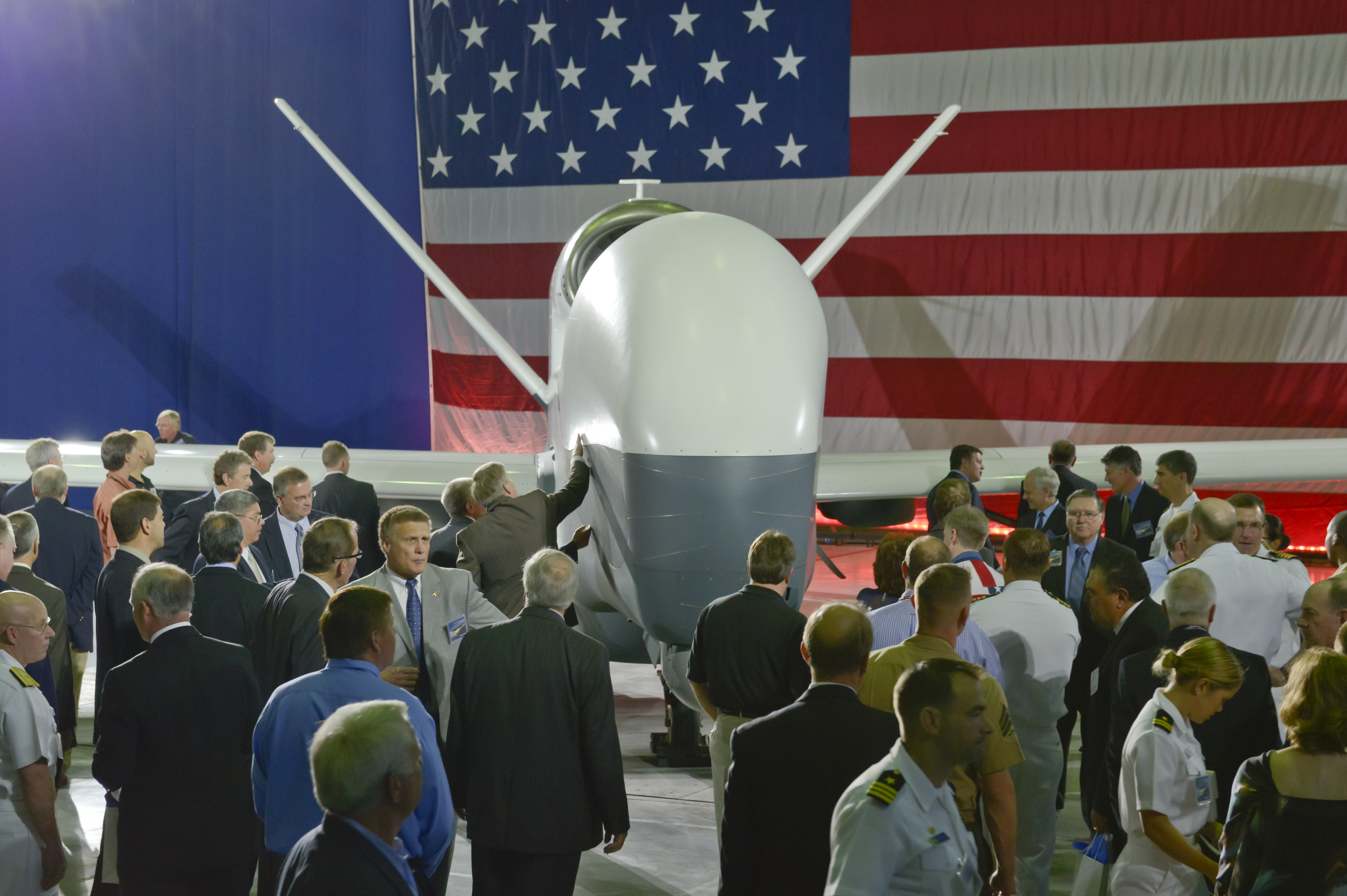
Первая презентация MQ-4C Triton в Палмдейл, штат Калифорния, июнь 2012 г.

MQ-4C впервые был публично представлен 14 июня 2012 года в Палмсдейл, штат Калифорния. Тогда же было озвучено обозначение для БПЛА, выбранное Флотом — «Triton» (англ. Тритон). Первый полет MQ-4C б/н 168457 состоялся 22 мая 2013 года, а затем последовали испытательные полеты на авиабазах Эдвардс, штат Калифорния, и Патаксент Ривер, штат Мэриленд. Предполагалось достичь первоначальной оперативной готовности к декабрю 2015 года, но эта дата сдвинулась вправо до 2017 года.

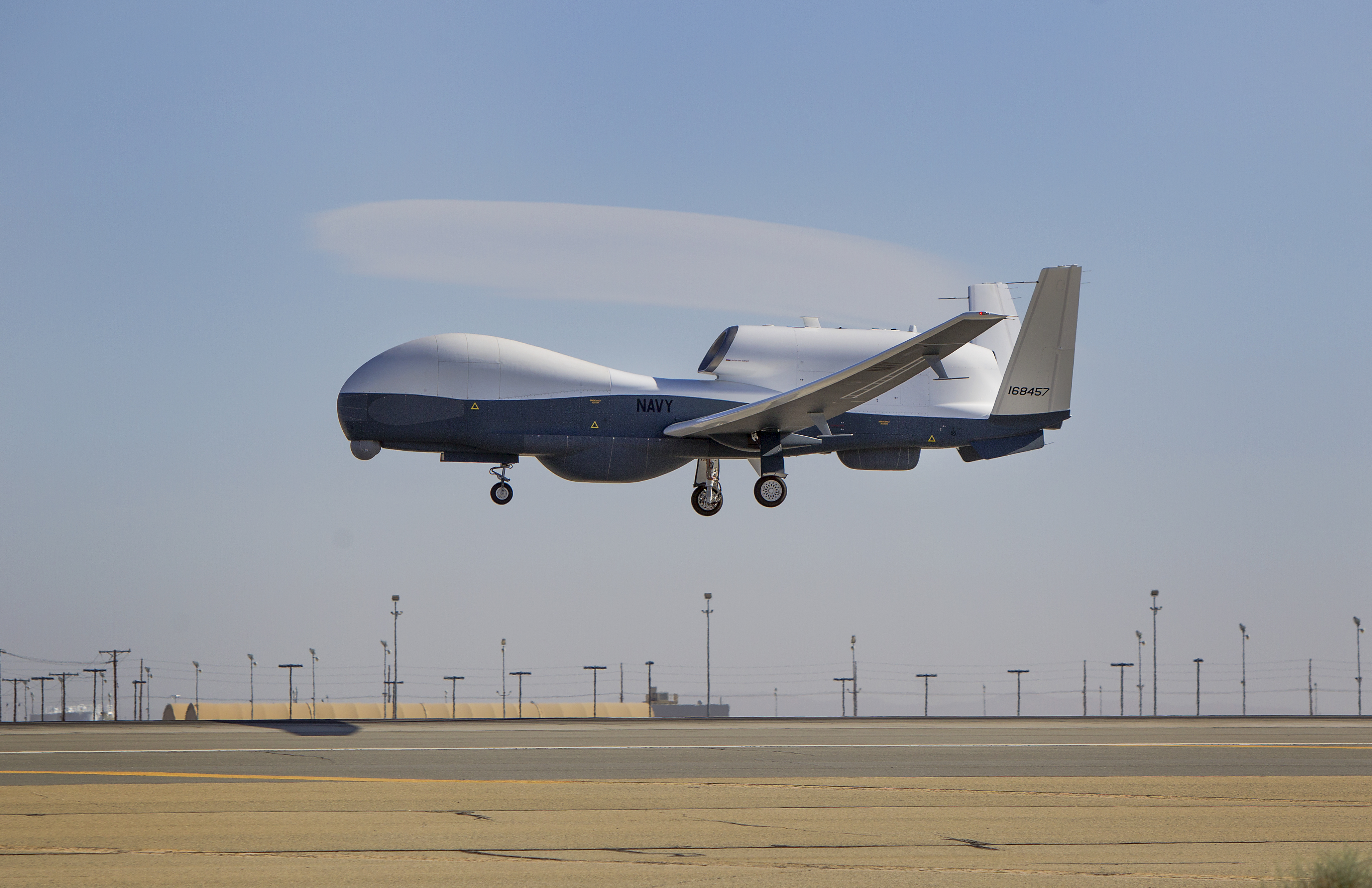
Первый взлет MQ-4Cs в Палмдейл

ВМФ США в 2012 году заявлял, что планирует заказать совокупно 68 MQ-4C и 117 P-8A для замены устаревающих патрульных самолётов P-3C Orion. Приблизительно сорок MQ-4C планировалось развернуть на аэродромах как на территории США, так и за её пределами, в том числе на Гавайях, во Флориде на авиабазе Джэксонвилл, в Калифорнии на авиабазе Пойнт Мугу, в Японии на авиабазе Кадена, и в Италии на авиабазе Сигонелла. В выпуске от 14 сентября 2012 года газета Air Force Times сообщала, что БПЛА также планируется базировать на авиабазе Андерсен на острове Гуам.
В августе 2013 года была приостановлена разработка системы предотвращения воздушных столкновений, которая должна была стать первой такой системой, установленной на беспилотном аппарате. Из-за отставания в сроках разработки системы и превышения выделенного на неё бюджета ВМФ США был вынужден отложить её установку, хотя и не отказался от неё полностью. В ноябре 2014 года разработка была возобновлена после уменьшения требуемых характеристик системы; в том числе разрешено было использование данных от наземных радаров при полёте вблизи аэропортов.
6 сентября 2013 года, Флот заключил с корпорацией Northrop Grumman дополнительный контракт на сопровождение и поддержку БПЛА MQ-4C на сумму в 9,98 млн долл. США, чтобы довести количество разведывательных вылетов каждого дрона с ранее планировавшихся девяти до пятнадцати, в связи с необходимостью более внимательного наблюдения за океанскими и прибрежными регионами Ближнего Востока.
С сентября 2014 года Флот начал рассматривать возможность сократить количество заказанных MQ-4C. Так как пригодными к вылету требуется иметь в каждый момент времени всего двадцать машин, а остальные планируется держать в резерве, из-за высокой надежности БПЛА может быть сложно обосновать закупку почти семидесяти. В сентябре 2015 года Генеральный Инспектор Министерства Обороны США признал первоначальную цифру заказа обоснованной, исходя из оценки потери боеспособности в четыре машины на сто тысяч летных часов.
В 2013 году Флот планировал увеличивать число авиабаз, на которых базируются MQ-4C, на одну ежегодно, пока к 2018 году таких баз не стало бы пять. На каждой авиабазе должно быть четыре готовых к вылету БПЛА, чтобы обеспечить непрерывность полетов, а остальные машины могут использоваться для испытаний, тренировок и замены утерянных; полностью поставка заказанных разведывательных дронов должна быть завершена к 2032 году.

## Международные продажи

### Австралия
Австралийские ВВС столкнулись с той же необходимостью замены стареющих патрульных самолётов AP-3C Orion, что и ВМФ США. 13 марта 2014 года Премьер-Министр Тони Аботт заявил, что замена будет проводиться в два этапа, на первом из которых будут закуплены БПЛА MQ-4C Triton, а на втором — от восьми до двенадцати пилотируемых патрульных и противолодочных самолётов P-8A Poseidon. Предполагалось использовать эти машины совместно, аналогично тому, как это делается на американском флоте, с БПЛА, выполняющими высотную разведку, и пилотируемыми самолётами, решающими задачи непосредственного наблюдения, поиска и спасения, а также противолодочной обороны. В 2016 году австралийское правительство подтвердило планы закупить семь образцов MQ-4C Triton, а 26 июня 2018 года была обнародована закупка первых шести машин, с возможностью дальнейшей закупки ещё одной.

### Индия
Компания Northrop Grumman предлагала MQ-4C Triton Индии в качестве дополнения к закупаемым этой страной двенадцати Boeing P-8I Poseidon, но договоренность не была достигнута.

### Германия
В январе 2015 года немецкие ВВС начали рассмотрение возможности использовать MQ-4C Triton как носителя аппаратуры радиоэлектронной разведки. После того, как в 2010 году были списаны последние пять Breguet Atlantic ВМФ Германии, им на смену должен был прийти БПЛА Euro Hawk, также разработанный на основе RQ-4. Однако, несмотря на затраченные на проект 600 млн евро, он был отменен, как не удовлетворяющий требованиям к безопасности полетов над населенной территорией государств Евросоюза. MQ-4C стал естественной альтернативой, как с точки зрения аналогичного размещения полезной нагрузки, так и с точки зрения более высокой безопасности полетов, обеспечиваемой его противообледенительной системой и устойчивостью к ударам молний. В марте 2017 года Министерство Обороны Германии подтвердило, что планирует закупки MQ-4C Triton вместо Euro Hawk, и ожидает начала поставок после 2025 года.

### Великобритания
20 июля 2014 года в британской прессе появились сообщения, что ВМФ Великобритании рассматривает возможность закупки MQ-4C Triton, так как отмена проекта собственного противолодочного патрульного самолёта Nimrod MRA4 делает единственный оставшийся компонент сил ядерного сдерживания, подводные лодки, уязвимым перед российской военной угрозой. Однако в официальных документах, например, Strategic Defence and Security Review 2015, возможность такой закупки не рассматривалась.

## Конструкция
MQ-4C способен оставаться в воздухе более 30 часов, на высотах до 17 тысяч метров и скоростях до 610 км/ч. Его основной радар — AN/ZPY-3 Multi-Function Active Sensor (MFAS), — работает в X-диапазоне и построен на АФАР. Он способен осуществлять локацию на 360 градусов по курсу, сканируя 5200 квадратных километров за один цикл. Благодаря этому, за сутки MQ-4C Triton может осмотреть до 7 миллионов квадратных километров поверхности. Используя режим с инверсной синтезированной апертурой, радар способен идентифицировать цели при любых погодных условиях. На основе визуальных и высококачественных радарных изображений цели программное обеспечение комплекса способно распознавать и классифицировать цели без участия оператора. С использованием современных систем пилотирования, операторам также нет необходимости отдавать БПЛА непосредственные пилотажные команды — достаточно указать область полета, скорость, высоту и цель.
В отличие от RQ-4 Global Hawk, MQ-4C Triton сконструирован с учётом возможности резкого сброса высоты — именно для этого у него усиленный силовой набор, способный выдерживать град и столкновения с птицами, а также противообледенительная система и система защиты от ударов молний. На малых высотах БПЛА способен использовать мультиспектральную электрооптическую и инфракрасную систему Raytheon MTS-B, которая также используется на MQ-9 Reaper, и включает в себя также лазерный целеуказатель и дальномер с системой автоматического сопровождения целей, выявленных основным радаром. Оптическая система также способна в режиме реального времени передавать видео сухопутным войскам.
На MQ-4C Triton размещена система радиоэлектронной разведки, аналогичная таковой на Lockheed EP-3 — версии P-3 Orion, предназначенной для РЭР. Эта система способна определять расположение источников радиоэлектронного излучения, а также позволяет БПЛА, при необходимости, избегать зон действия РЛС противника. В модификации IFC-4, планирующейся к внедрению в 2021 году, эта система должна получить дополнительные приемники сигналов низких и высоких частот; в 2024 году планируется дальнейшее улучшение в рамках модификации IFC-5.
Среди прочего, MQ-4C Triton может выступать в качестве ретранслятора потоков данных от источников в масштабах театра операций, в том числе и источников вне зоны прямой видимости. Из потоков данных, получаемых с кораблей, самолётов и наземных сенсоров, он способен формировать и передавать далее общую интегральную картину поля боя. Это в значительной степени увеличивает возможности взаимодействия, улучшает ситуационную осведомленность, эффективность поиска целей и целеуказания, а также предоставляет альтернативу спутниковым системам связи.

## Летные происшествия
20 июня 2019 года Корпус Стражей Исламской революции Исламской Республики Иран сбил БПЛА RQ-4A над Ормузским проливом, неподалеку от южной иранской провинции Хормозган. По утверждению Ирана, сбитый летательный аппарат находился в его воздушном пространстве; США утверждали, что он не покидал международного воздушного пространства. Первоначально появились сообщения, что сбит MQ-4C Triton, но командование ВС США это опровергло и заявило, что сбит был прототип, RQ-4A, разработанный во время работы над MQ-4C. Всего таких БПЛА было построено в рамках программы BAMS четыре.

## Операторы
США - 5 MQ-4C по состоянию на 2022 год

## Тактико-технические характеристики
Технические характеристики
- Экипаж: беспилотный; 4 оператора на земле
- Длина: 14,5 м
- Размах крыла: 39,9 м
- Высота: 4,6 м
- Масса пустого: 6781 кг
- Нормальная взлётная масса: 14630 кг
- Силовая установка: 1 × ТРДД Rolls-Royce AE 3007
- Тяга: 1 × 28,89–39,66 кН

Лётные характеристики
- Максимальная скорость: 610 км/ч
- Крейсерская скорость: 575 км/ч
- Практическая дальность: 15200 км
- Практический потолок: 17000 м
- Длительность полета: до 30 часов